# Harrisonia brownii
Harrisonia brownii är en vinruteväxtart som beskrevs av A. Juss. Harrisonia brownii ingår i släktet Harrisonia och familjen vinruteväxter. Inga underarter finns listade i Catalogue of Life.